# Árki (Románia)
Árki (románul: Archia) falu Romániában, Erdélyben, Hunyad megyében.

## Fekvése
A Dévától délre magasodó dombon, a várostól két km-re fekszik.

## Története
Valószínűleg a dévai váruradalom telepítette román lakossággal, a 15. század első felében. 1453-ban Arky, a század végén Alsoarky és Felsewarkhy néven is előfordult. Alsóárki kenéze 1496-ban Dan, 1496-ban Petrus, Felsőárkié ugyanekkor Brathia és Ignacius. Románul 1733-ban Artia, 1750-ben Artie, 1760–62-ben Archa alakban írták.
1494-ben a Dévához tartozó Árky fél kenézségét Beretyeli Mihály kapta meg II. Ulászló királytól. 1506-ban ugyancsak II. Ulászlótól kapta meg adományként Árki falu egyes részeit Dévai Péter királyi kúriai jegyző. 1506 decemberében Barcsai Pál országbírói jegyző kapta meg adományként Árki felét.
A 20. század elején Hunyad vármegye Dévai járásához tartozott.

## Lakossága
- 1785-ben 97 lakosa volt, és ugyanazon évben a vármegye tizenhárom, az ortodox főesperesség 17 ortodox családfőt számolt össze benne.[1]
- 1910-ben 152 ortodox román lakosa volt.
- 2002-ben 92 lakosából 91 volt ortodox román és 1 református magyar.